# Confederación Nacional del Trabajo
Confederación Nacional del Trabajo eller CNT (Den nationale arbejderfagforening), blev grundlagt 1. november 1910, i det spanske Palace Of Fine Arts. Det var den største anarko-syndikalistiske arbejderbevægelse dengang. Den mente, at ved hjælp af strejker og aktioner skulle der gennemføres "libertær kommunisme".
Confederación nacional del trabajo (CNT) er en forening af Spaniens konføderation af idelogisk uafhængige fagforeninger. Dvs. at det er en organisation som baserer sig på anarkismens principper. Den har spillet en væsentlig rolle i Spaniens sociale bevægelser relateret til anarkisme.
Med en betydelig kulturel og historisk arv fortsætter konføderationen i dag som en aktiv spiller i Spaniens arbejds bevægelse baseret på anarkistiske principper for anti-autoritære, anti-kapitalistiske, anti-statsvælde, internationalisme og anti-militarisme og fremmer et uafhængigt såkaldt "selv-samfund"